# Cles
Cles là một thị xã ở tỉnh Trento, Trentino-Alto Adige/Südtirol vùng phía bắc Ý. Cles có dân số thời điểm năm 2006 là 6834 người.